# Gustav Wiethüchter
Gustav Wiethüchter (* 2. Juli 1873 in Bielefeld; † 6. Februar 1946 in Wuppertal) war ein deutscher Künstler, Maler, Grafiker und Medailleur. Gustav Wiethüchter war Mitglied im Deutschen Künstlerbund.

## Leben
Gustav Wiethüchter wurde nach Lehre und selbständiger Tätigkeit als Dekorationsmaler in Bielefeld sowie einem Studium an der Königlichen Kunstschule Berlin und an der Unterrichtsanstalt des Berliner Kunstgewerbemuseums im Jahr 1900 an die Kunstgewerbeschule Barmen berufen. Dort lehrte er bis zur Machtergreifung der Nationalsozialisten 1933. Ob er die Schule freiwillig oder aufgrund von Repressalien verließ, ist nicht bekannt. Zu seinen Schülern gehörten zahlreiche renommierte Künstler, unter anderem Cuno Fischer, Kurt Nantke, Richard Paling, Ewald Platte, Paul Wellershaus, Otto Winkelsträter, Jankel Adler und Lis Bertram-Ehmsen.
In der Zeit des Nationalsozialismus wurde Wiethüchter obligatorisch Mitglied der Reichskammer der bildenden Künste. Es sind aber nur bis 1934 Ausstellungen bekannt.

## Werk

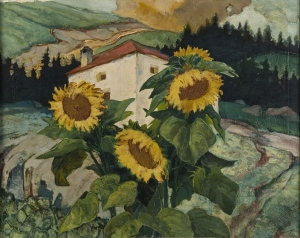
Sommer in Schweizer-Jura, 1937

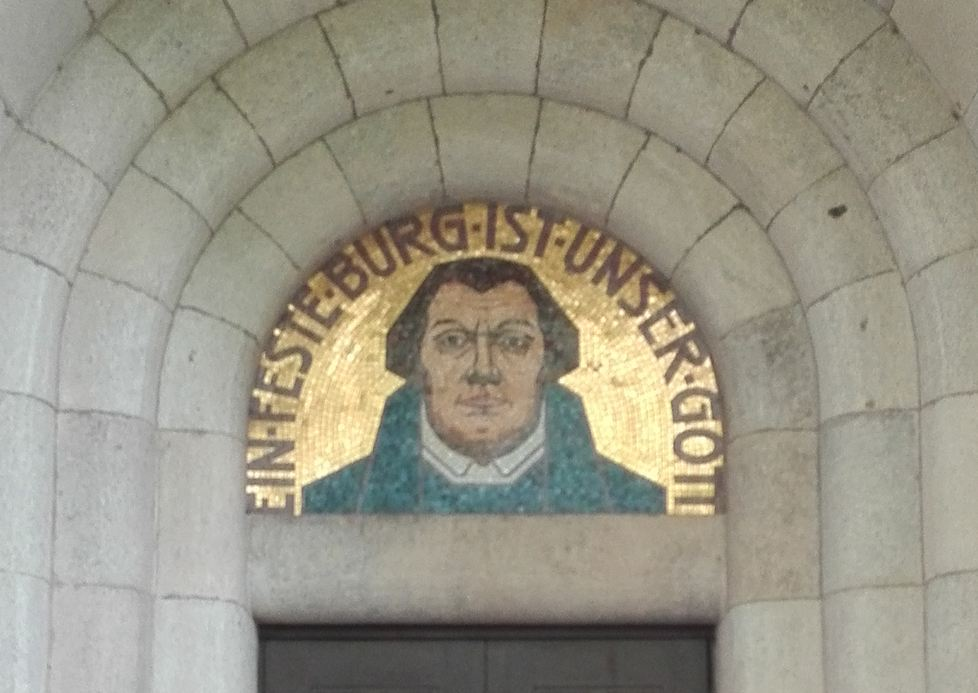
Mosaik Martin Luthers über dem Turmeingang der Heidter Lutherkirche in Wuppertal

Wiethüchter beschäftigte sich nicht nur mit Malerei, sondern auch mit angewandter Kunst. Ausgehend von Jugendstil entwickelte er sich zu einem der führenden Vertreter des Rheinischen Expressionismus. Einflüsse Ferdinand Hodlers, der Expressionisten und des Kubismus lassen sich in seinen Werken finden, aber auch Anklänge an Henri Matisse, Pierre Bonnard und die Fauves.
Von den Nationalsozialisten wurden aus den Kunstsammlungen der Stadt Düsseldorf Wiethüchters Tusche-Zeichnungen Schlafende Ruhende (1915, 26 × 39 cm) und Herbstgefühl (1919, 25 × 17 cm) als „entartet“ requiriert. Sie gingen zur Verwertung auf dem internationalen Kunstmarkt an den Kunsthändler Bernhard A. Böhmer, konnten nach 1945 sichergestellte werden und kamen in das Kulturhistorische Museum Rostock (Inv.-Nr. K 380 G und K 379 G).
Das Werk des Künstlers ist noch weitgehend unerforscht. Das Von der Heydt-Museum in Wuppertal besitzt ein großes Konvolut von Werken Wiethüchters und möchte einige Werke verkaufen, um eine Stiftung zur Erforschung von Leben und Werk Wiethüchters zu gründen.

## Ausstellungen

### Sicher belegte Teilnahme an Ausstellungen in der Zeit des Nationalsozialismus
- 1933: Hannover, Künstlerhaus („101. Große Frühjahrsausstellung“ des Kunstvereins Hannover)
- 1934: Berlin, Verein Berliner Künstler („Westfälische Künstler“)
- 1934: Hannover („Herbstausstellung Hannoverscher Künstler“)

### Postume Ausstellungen
- 1947: Gedächtnisausstellung im Städtischen Museum Wuppertal (heute Von der Heydt-Museum)
- 1953: Ausstellung im Städtischen Kunsthaus Bielefeld (Velhagenhaus)
- 1983: Gustav Wiethüchter, 1873–1946: Gemälde, Pastelle, Zeichnungen, Von der Heydt-Museum Wuppertal[9]
- 2009: Mit Kunstverstand und Leidenschaft, Galerie Remmert und Barth, Düsseldorf
- 2011: Gustav Wiethüchter, Von der Heydt-Museum Wuppertal
- 2012: Künstlerkinder. Von Runge bis Richter, von Dix bis Picasso, Kunsthalle Emden